# Dr Pepper Snapple Group
Dr Pepper Snapple Group, anciennement Cadbury Schweppes Americas Beverages, est une entreprise agroalimentaire américaine, spécialisée dans les boissons non alcoolisées. Elle est issue d'une scission de l'entreprise Cadbury, dont elle constituait le pôle Boissons.

## Histoire
En novembre 2016, Dr Pepper Snapple annonce l'acquisition de Bai Brands, une entreprise spécialisée dans les boissons comme l'eau de coco, le thé glacé, etc., pour 1,7 milliard de dollars.
En janvier 2018, Keurig Green Mountain annonce faire une offre d'acquisition sur Dr Pepper Snapple Group pour 21 milliards de dollars, créant un nouvel ensemble appelé Keurig Dr Pepper.[réf. nécessaire] Les actionnaires de Dr Pepper Snapple Group recevront 18,7 milliards de dollars en liquidité, ainsi que 13 % du nouvel ensemble.